# Nhà thờ chính tòa Guadix
Nhà thờ chính tòa Guadix hay còn gọi là  Nhà thờ chính tòa Nhập Thể (tiếng Tây Ban Nha: Catedral de la Encarnación de Guadix) là một nhà thờ chính tòa giáo hội Công giáo Rôma ở Guadix, Granada (tỉnh), Tây Ban Nha. Quá trình xây dựng nhà thờ được bắt đầu vào thế kỷ 16 và hoàn thành vào giữa thế kỷ 18. Nhà thờ có Kiến trúc Baroque.